# Макгилл (станция метро)
«Макги́лл» (англ. McGill, фр. McGill) — станция Монреальского метрополитена на Зелёной линии. Между станциями «Пиль» и «Пляс-Дезарт». Обслуживается Монреальской транспортной корпорацией. Расположена в боро Виль-Мари. Открыта 14 октября 1966 года.
В настоящее время 3-я по загруженности станция зелёной линии, после станций «Берри-УКАМ» и «Ги-Конкордия»; до 2002 года была самой загруженной станцией линии. С 2024 года она будет также станцией REM — лёгкого скоростного метро Большого Монреаля между станциями «Эдуар-Монпети» и «Монреаль-Сентрал».

## История
«Макгилл» — станция мелкого заложения с боковыми платформами под бульваром Демезоннёв. Построена по проекту архитекторов Кревье, Лемье, Мерсье и Карона. Имеет два вестибюля, которые соединяют антресольные коридоры, окружающие платформы. Из вестибюлей с кассами на платформы ведут лестницы, по две с каждой стороны, и эскалаторы. Станция имеет большие колонны, которые изначально были окрашены в оранжевый цвет, но в конце 1990-х годов их перекрасили в бирюзовый. В январе 2010 года колоннам вернули первоначальный оранжевый цвет, а стенам — жёлтый.
Антресольный уровень станции является важной частью подземного города. Он был значительно увеличен с момента её открытия из-за строительства новых зданий вокруг. Западный коридор был добавлен при строительстве небоскрёба BNP и «Итон-центра». Южный коридор между вестибюлями был добавлен для связи с «Променад-Кафедраль». Не менее шести зданий напрямую связаны со станцией через подземные переходы. Она имеет ещё шесть прямых входов с улицы, которые включены в фасады других зданий. В 2023 году был добавлен седьмой вход через отдельное здание, чтобы обеспечить доступ к лифту.
На станции есть несколько магазинов и точек сферы услуг, в том числе закусочная «Тим Хортонс», кафе «Секонд кап», офис банка Новой Шотландии, две пиццерии, веб-терминал и информационные экраны «МетроВижен», на которых отображаются новости, реклама и время до следующей остановки.
В марте 2012 года на станции были проведены ремонтные работы, которые включали замену травертиновой плитки, покрывающей поверхность всей станции, площадью более 1835 квадратных метров. Другие работы включали замену системы освещения, крепление колонн, балок и бетонных плит, а также замену гранитных лестниц и перил. К концу 2016 года были установлены модернизированные вывески, полностью заменено напольное покрытие, отреставрированы витражи.
В 2020 году начались работы по обеспечению всеобщего доступа к станции до начала работы REM. Проект включает в себя строительство нового входного здания, двух лифтов, новых декоративных элементов и реконструкцию трёх входов. По оценкам, стоимость работ составит около 58 миллионов долларов. 3 апреля 2023 года станция стала 26-й доступной станцией метро после завершения ремонтных работ.
Станция украшена несколькими произведениями искусства, самым известным из которых является серия из пяти витражей «Монреальские сцены около 1830 года» работы Николя Соллогуба, изображающее эпоху индустриализации города, а также его первых мэров и воинов гражданской обороны. Витражи были подарены метрополитену «Макдональд Тобакко» и установлены в 1974 году. Морис Савойя создал набор терракотовых фресок с изображением фруктов и цветов, окружающих вход в «Итон-центр»; они были установлены, когда станция открылась в 1966 году.
Строительство «Променад-Кафедраль» в 1992 году добавило станции два новых произведения искусства: световую скульптуру под названием «Пассус» Мюррея Макдональда и инсталляцию с видом на Монреаль с высоты птичьего полета с миниатюрными фигурами зданий, созданную художественным коллективом «Лёсиндюстри-пердю»; последняя работа называется «Чтобы подняться, мы должны оттолкнуться от земли, на которую упали».
Работы по установке лифтов в 2023 году привели к появлению нового произведения искусства на входе через здание 811 на бульваре Демезоннёв, которым стал триптихом из окрашенного алюминия Матье Левеска под названием «Остатки». Они указывают на близлежащую Золотую квадратную милю.
Наконец, гобелен Кельвина Макэвоя, изображающий жизнь Джеймса Макгилла, был подарен компанией «Канадиан Юниверсал Лимитед Инсеренс» в 1969 году; однако после того, как он подвергся вандализму, его отправили на реставрацию, после которой передали на бессрочное хранение Университету Макгилла, где он теперь выставлен в библиотеке Макленнана.
Станция названа в честь, расположенного рядом, Университета Макгилла. Он был основан в 1821 году по завещанию канадского филантропа и бизнесмена Джеймса Макгилла. Ныне это одно из самых престижных высших учебных заведений Канады.

## Рядом
Кроме Университета Макгилла, рядом со станцией расположены Мемориальный стадион имени Персиваля Молсона, на котором проводит тренировки команда по канадскому футболу «Монреаль Алуэттс», музей канадской истории Маккорда, музей Редпат, собор Крайстчёрч, CJNT-DT — студия Citytv, Королевская больница Виктории, Монреальская неврологическая институтская больница и Филлипс-сквер.

## Транспорт
Маршруты STM:  (регулярные) 15 «Сент-Кэтрин», 24 «Шербрук», 35 «Гриффинтаун», 61 «Веллингтон», 125 «Онтарио», 168 «Сите-дю-Гавр»; (ночные) 356 «Лашин / Аэропорт / Дессурсе», 358 «Сент-Кэтрин»; (экспресс) 420 «Нотр-Дам-де-Грас».